# خليل صحناوي
خليل صحناوي هو مستشار أمن معلوماتي بلجيكي لبناني،  عمل في الشرق الأوسط، والمؤسس  والشريك الإداري لشركة كريبتون سيكيورتي ومقرها بيروت. وهو أيضًا عضو في نادي كايوس للحاسوب (بالإنجليزية: Chaos Computer Club) وهو أكبر اتحاد للمخترقين في أوروبا. في 2018 اتهم في قضية قرصنة معلومات وُصفت بأنها «أكبر عملية قرصنة إلكترونية في تاريخ لبنان.».

## خلفية
شارك خليل في تأسيس شركة الأمن المعلوماتي «كريبتون سيكيورتي» التي تساعد على اختبار نقاط القوة والضعف والثغرات الأمنية المحتملة للشركات.
وفي تقرير على الإنترنت نُشر في 6 أبريل 2016 تم إدراج صحناوي كأحد أفضل 100 شخصية مؤثرة في أمن المعلومات.
قبل 2018 كان صحناوي يُدعى غالبًا للتعليق في وسائل الإعلام حول مسائل أمن المعلومات.

## نشأته
وُلد صحناوي في بيروت لأبويه مروان صحناوي ومنى باسيلي صحناوي في 23 مايو 1975، ونشأ بين باريس وبيروت، كان والده رئيس فرسان مالطا اللبنانية، وكانت أمه رسامة وكاتبة.
التحق بكلية ستانيسلاس في باريس وكلية لويز فيجمان في بيروت، وحصل على درجة البكالوريوس في الإدارة من جامعة القديس يوسف في بيروت، وكذلك على درجة الماجستير في الاقتصاد.

## نشاطه الإعلامي
ظهرت صحناوي في سلسلة فيديو أنتجتها الغارديان بعنوان «قوة الخصوصية» في عام 2015.
كما ظهر خليل صحناوي أيضًا على قناة ناشيونال جيوغرافيك في عام 2017 في سلسلة بعنوان "Breakthrough"، التي أُنتجت بواسطة رون هاوارد وبراين جرازير، حيث ظهر في الموسم الثاني، الحلقة الثانية بعنوان "Cyber-Terror"، وعرضت هذه الحلقة «نظرة داخل عالم المقرصنين الغامض». 

### كتبه
في عام 2019 شارك خليل صحناوي مع 70 من المتخصصين في مجال أمن المعلومات في كتاب باللغة الإنجليزية بعنوان «عشيرة المخترقين» (بالإنجليزية: Tribe of Hackers)، وهو عبارة عن مجموعة من الرؤى الشخصية من الأشخاص البارزين في مجال الأمن السيبراني، ارتفع الكتاب بسرعة إلى المرتبة الأولى في الإصدارات الجديدة على موقع أمازون في فئة أمان الحاسوب والتشفير.

## قرصنة داعش والرسائل المشفرة
ابتداءً من يناير 2016، ظهرت تقارير تُفيد بأن تنظيم الدولة الإسلامية (داعش) قد أنشأ تطبيقًا جديدًا لنظام أندرويد يُدعى "الراوي" لتبادل الرسائل المشفرة، بناءً على ادعاءات شركة مكافحة الإرهاب الإلكترونية "جوست سيكيورتي جروب" (GSG). وسرعان ما أعادت صحف نيوزويك وفورتشن وتك كرانش، وغيرها، نشر هذا الادعاء. وكان صحناوي أحد خبراء الأمن الذين ساهموا في دحض أسطورة هذه الأداة، مُظهرًا أنها مجرد "خدعة إعلامية فاشلة لجذب الانتباه".